# Kreistruppen
Kreistruppen waren die Kontingente der Reichskreise des Heiligen Römischen Reiches, die diese zu dessen Reichsarmee tatsächlich stellten. Nach der Reichsdefensionalordnung waren zwar alle Reichskreise verpflichtet, Kontingente zu stellen, aber nicht alle kamen dieser Verpflichtung nach. Die Reichsmatrikel legte fest, wie viel Truppen die einzelnen Reichsstände zur Reichsarmee zu stellen hatten.

## Entstehung und Struktur
Die Reichskreise entstanden erst zu Beginn des 16. Jahrhunderts. Die ersten sechs Reichskreise wurden auf dem Reichstag von Augsburg 1500 eingerichtet. Sie wurden lediglich mit Nummern bezeichnet und setzten sich aus Reichsständen aller Gruppen mit Ausnahme der Kurfürsten zusammen. Mit der Schaffung vier weiterer Reichskreise im Jahre 1512 wurden nun auch die österreichischen Erblande und die Kurfürstentümer mit in die Kreisverfassung eingebunden.
Die auf dem Wormser Reichstags von 1521 aufgestellte „allzeit neueste Matrikel“ bestimmte das einfache Reichsaufgebot, das „Simplum“. Die weitere Aufteilung innerhalb des Kreises auf die einzelnen Reichsstände nach Maßgabe der Wormser Matrikel war jetzt Sache der Kreise.
In wenigen Kreisen wurde das Amt des Kreishauptmanns / Kreisobristen als militärischer Führer tatsächlich bzw. auf Dauer geschaffen. In einigen Kreisen wurde für die Führung der eigenen Truppen das Amt des Kreisgenerals geschaffen, der vom Kreis bestellt und mit seinem Stab ebenso aus der Kreiskasse bezahlt wurde wie die Kommandeure der Regimenter. Die Bestellung und Bezahlung der übrigen Offiziere erfolgte teilweise durch die Kreise, teilweise durch kontingentstellenden Stände selbst.
Ab 1694 unterhielt als einziger der Reichskreise der Schwäbische Reichskreis ein stehendes Heer.

## Das Ende der Kreistruppen
Mit dem Heiligen Römischen Reich gingen 1806 auch die Reichsarmee und deren Kreistruppen unter. Der Rheinbund hatte keine einheitliche Heeresstruktur mehr, sondern sah nur die Stellung von Truppen unter französischem Kommando vor.